# Islam en république démocratique du Congo
En république démocratique du Congo, les musulmans sont une minorité représentant la deuxième communauté religieuse en nombre de fidèles après le christianisme, religion majoritaire dans le pays. 
L'islam est arrivé au Congo vers 1860, par le commerce de l'ivoire et des esclaves, depuis l'Afrique de l'Est, et le nombre exact de musulmans dans le pays n'est pas connu et diverge selon les sources. 
En effet, la proportion de 1,5 % est avancée par le Pew Research Center, tandis que selon le World Factbook de la CIA 1,3 % des Congolais sont musulmans, alors que d'autres sources indiquent 10 %,. 
Approximativement 50 % des musulmans s'identifient comme sunnites, 10 % comme chiites, et 6 % comme ahmadi. Les autres musulmans ne s'associent à aucun groupe particulier. Outre les musulmans autochtones, la population comprend également des immigrants récents du Liban, de l'Inde, du Pakistan et d'autres régions du continent africain.
Les Chrétiens convertis à l'islam sont parfois persécutés et rejetés par leurs familles.

## Histoire
Le berceau de l'islam en république démocratique du Congo est la province de Maniema. Des métis arabo-africains venus d'Afrique de l'Est ont fondé de grandes cités comme Kasongo, Kabambare, Nyangwe, Kisangani, Ubundu et Lomami. La région a embrassé l'islam et la langue swahilie du XVIIIe siècle jusqu'à la fin du XIXe siècle, d'autant plus facilement que les arrivants étaient de couleur noire. Vers 1875, Kasongo devient la principale base militaire et commerciale d'un jeune empire arabo-swahili, sous la direction de Tippo Tip, de son nom original Hamed Ben Mohamed Ben Yuma Ben Rajab El Murjebi. L'enjeu du commerce était l'ivoire et les esclaves. Les razzias et l'esclavage imposé par les conquérants imposèrent de nouveaux rapports socio-politiques : les métis venus de Zanzibar étaient en haut de la société, et des collaborateurs autochtones les aidaient pour utiliser les esclaves, eux aussi autochtones. Cet empire fut progressivement défait par la colonisation belge.